# V Leonis
V Leonis är en pulserande variabel av Mira Ceti-typ  i stjärnbilden Lejonet. 
Stjärnan varierar mellan visuell magnitud +8,4 och 14,6 med en period av 273,35 dygn.